# Râul Vouga
Râul Vouga este o arie protejată (sit de importanță comunitară — SCI) din Portugalia întinsă pe o suprafață de 2.799,07 ha, integral pe uscat.

## Localizare
Centrul sitului Râul Vouga este situat la coordonatele 40°41′26″N 8°23′49″W / 40.6906°N 8.397°V.

## Înființare
Situl Râul Vouga a fost declarat sit de importanță comunitară în iunie 1997 pentru a proteja 19 specii de animale.

## Biodiversitate
Situată în ecoregiunea mediteraneană, aria protejată conține 13 habitate naturale: Lacuri eutrofice naturale cu vegetație de tip Magnopotamion sau Hydrocharition, Râuri cu maluri nămoloase cu vegetație de Chenopodion rubri p.p. și Bidention p.p., Râuri mediteraneene cu debit permanent cu specii de Paspalo-Agrostidion și galerii riverane de Salix și de Populus alba, Pajiști uscate europene, Pajiști cu Molinia pe soluri calcaroase, turboase sau argilos-nămoloase (Molinion caeruleae), Pajiști umede mediteraneene cu ierburi înalte de Molinio-Holoschoenion, Liziere de ierburi înalte hidrofile de câmpie și de nivel montan până la alpin, Roci stâncoase cu vegetație pionieră de Sedo-Scleranthion sau Sedo albi-Veronicion dillenii, Păduri aluvionare cu Alnus glutinosa și Fraxinus excelsior (Alno-Padion, Alnion incanae, Salicion albae), Păduri mixte riverane de Quercus robur, Ulmus laevis și Ulmus minor, Fraxinus excelsior sau Fraxinus angustifolia, de-a lungul marilor râuri (Ulmenion minoris), Păduri de stejar galițio-portugheze cu Quercus robur și Quercus pyrenaica, Galerii de Salix alba și de Populus alba, Păduri de Quercus suber.
La baza desemnării sitului se află mai multe specii protejate:
- păsări (6): pescăruș albastru (Alcedo atthis), Hippolais polyglotta, privighetoare (Luscinia megarhynchos), gaia neagră (Milvus migrans), grangur (Oriolus oriolus), turturică (Streptopelia turtur)
- amfibieni (1): Chioglossa lusitanica
- mamifere (1): vidră de râu (Lutra lutra)
- nevertebrate (2): fluturele auriu (Euphydryas aurinia), Macromia splendens
- pești (8): Alosa alosa, Alosa fallax, Cobitis paludica, cicar (Lampetra planeri), Petromyzon marinus, Pseudochondrostoma duriense, Rutilus alburnoides, Rutilus macrolepidotus
- reptile (1): Lacerta schreiberi

Pe lângă speciile protejate, pe teritoriul sitului au mai fost identificate 5 specii de amfibieni, 3 specii de mamifere, 2 specii de pești, 2 specii de reptile.